# Augustinus Kim Jong-soo
Augustinus Kim Jong-soo (* 8. Februar 1956 in Taehŭng-dong, Daejeon) ist ein südkoreanischer Geistlicher und römisch-katholischer Bischof von Daejeon.

## Leben
Augustinus Kim Jong-soo erlangte 1978 an der Seoul National University einen Master im Fach Geschichtswissenschaft. Nachdem er von 1978 bis 1982 seinen Wehrdienst bei der südkoreanischen Luftwaffe abgeleistet hatte, setzte er an der Graduiertenschule der Seoul National University zunächst seine Studien im Fach koreanische Geschichte fort. Ab 1984 studierte er Philosophie und Katholische Theologie am Priesterseminar in Seoul und an der Katholischen Universität von Korea. Am 13. Februar 1989 empfing er das Sakrament der Priesterweihe für das Bistum Daejeon.
Kim war nach der Priesterweihe zunächst als Pfarrvikar in Buchangdong und in Nonsan tätig. 1990 wurde er für weiterführende Studien nach Rom entsandt, wo er 1994 am Päpstlichen Bibelinstitut ein Lizenziat im Fach Bibelwissenschaft erwarb. Während seines Studiums in Rom war er Alumnus des Collegio Internazionale San Tommaso d’Aquino. Nach der Rückkehr in seine Heimat wurde Kim Pfarrer in Haemi. Von 1997 bis 2001 wirkte er als Spiritual und Studiendekan an der Katholischen Universität von Daejeon, an der auch lehrte. Danach war er Professor und Direktor am Katechetischen Institut des Bistums Daejeon. Ab 2007 fungierte Kim als Präsident der Katholischen Universität von Daejeon.
Am 10. Februar 2009 ernannte ihn Papst Benedikt XVI. zum Titularbischof von Sufasar und bestellte ihn zum Weihbischof in Daejeon. Der emeritierte Bischof von Daejeon, Joseph Kyeong Kap-ryong, spendete ihm am 25. März desselben Jahres in der Kathedrale Heilige Theresia vom Kinde Jesu in Daejeon die Bischofsweihe; Mitkonsekratoren waren der Erzbischof von Seoul, Nicholas Kardinal Cheong Jin-suk, und der Bischof von Daejeon, Lazarus You Heung-sik. Sein Wahlspruch Non ego, vivit in me Christus („Nicht mehr ich lebe, sondern Christus lebt in mir“) stammt aus Gal 2,20 . Als Weihbischof war Kim zudem Generalvikar des Bistums Daejeon. Ferner war er für die Ordensgemeinschaften im Bistum zuständig. Ab dem 30. Juli 2021 leitete er außerdem das vakante Bistum Daejeon als Apostolischer Administrator.
Papst Franziskus bestellte ihn am 26. Februar 2022 zum Bischof von Daejeon.
In der Koreanischen Bischofskonferenz leitete Kim zudem die Kommissionen für die Evangelisierung (ab 2009), für die Liturgie (ab 2010) und für die Bibel (ab 2018). Seit dem 12. Oktober 2021 fungiert er als Generalsekretär der Koreanischen Bischofskonferenz. Darüber hinaus ist er für das Emmaus-Schulungszentrum der Bischofskonferenz und das Korean Catholic Pastoral Institute verantwortlich.